# Интифада ал-Акса
Интифадата ал-Акса е вълна на насилие и политически конфликти, започнала през септември 2000 г. между палестинските араби и израелците. Тя е наричана още Втората интифада (вж. още Първа интифада). „Интифада“ е арабски термин и означава „въстание“. Много палестинци смятат интифадата за националноосвободителна война срещу окупаторите, а израелците я разглеждат като терористична акция.